# 820 Adriana
Adriana (asteroide 820) é um asteroide da cintura principal com um diâmetro de 58,65 quilómetros, a 2,9677918 UA. Possui uma excentricidade de 0,0512808 e um período orbital de 2 020,88 dias (5,53 anos).
Adriana tem uma velocidade orbital média de 16,84010873 km/s e uma inclinação de 5,93795º.
Esse asteroide foi descoberto em 30 de Março de 1916 por Max Wolf.